# ایلول آکارچشمه
ایلول آکارچشمه (زاده ۱ اکتبر ۱۹۹۹) یک بازیکن در تیم ملی والیبال ترکیه است، که در پست لیبرو برای تیم ملی و همچنین در تیم نیلوفر بلدیه اسپور بازی می کند. آکارچشمه در سال ۲۰۱۷ در تیم ملی والیبال بانوان زیر ۲۰ سال بازی کرد.